# Gromada Libidza
Gromada Libidza war eine Verwaltungseinheit in der Volksrepublik Polen zwischen 1954 und 1959. Verwaltet wurde die Gromada vom Gromadzka Rada Narodowa, dessen Sitz sich in Libidza befand und aus 11 Mitgliedern bestand.

Die Gromada Libidza gehörte zum Powiat Kłobucki in der Woiwodschaft Katowice (damals Stalinogród) und bestand aus der ehemaligen Gromadas Gruszewnia und Libidza der aufgelösten Gmina Kamyk und die Gromada Pierzchno aus der aufgelösten Gmina Wręczyca Wielka, sowie die Waldstücken N°122, 136, 137, 169–171 i 177–180 aus dem Forstgebiet Grodzisko.

Zum 31. Dezember 1959 wurde die Gromada Libidza aufgelöst, die Dörfer Gruszewnia und Libidza wurden an die Gromada Kamyk angegliedert, das Dorf Pierzchno und die Waldstücke wurden der Gromada Wręczyca Wielka zugeordnet.